# Christoph Aegidius von Negelein
Christoph Aegidius (von) Negelein (nobilitiert 1724; * 1. September 1668; † 7. März 1746 in Königsberg, Königreich Preußen) war ein deutscher Kaufmann und Bürgermeister in Kneiphof bei Königsberg.

## Leben
Christoph Aegidius Negelein stammte aus Nürnberg. 1694 kaufte er ein Haus in der Langgasse in Kneiphof bei Königsberg. Er war preußischer Hofstaatssekretär. 1711 (oder 1717) wurde Christoph Aegidius Negelein einer der Bürgermeister der Stadt Kneiphof, 1723 dirigierender Bürgermeister (?). 1724 gab er nach der Zusammenlegung der Städte Königsberg, Kneiphof und Löbenicht dieses Amt auf. Am 19. August 1724 wurde er als königlich-preußischer Commerzienrat in den preußischen Adelsstand erhoben und wurde damit zum Stifter des preußischen Adelsgeschlechts von Negelein.
Christoph Aegidius Negelein war Besitzer der Güter Weßlienen (seit 1723) und Rödersdorf im Kirchspiel Bladiau im Kreis Heiligenbeil in Ostpreußen.

### Familie
Die Eltern waren Hanns Negelein (1637–1691) und Magdalena Mangold aus Nürnberg, sie heirateten 1662. Deren Kinder waren
- Christoph Ägidius (von) Negelein (1668–1746)
- Johann Hieronymus (Jean Jerome) Negelein, wurde Geheimer Rat in Kiel
- Maria Magdalena Negelein
- Margarethe Negelein (* 1675)
- Zacharias Negelein, wurde Kaufmann und Bankier in Brandenburg.

Christoph Aegidius Negelein war mit Christina Falk (1657–1700) seit 1691 verheiratet. Kinder waren
- Louise Christine (1692–1736), heiratete Albrecht Friedrich von Derschau (1674–1734) 1711, deren Sohn war Christoph Friedrich von Derschau.
- Christine von Negelein, heiratete Melchior Lübeck (1670–1732)
- Helene Dorothea von Negelein († 1760), heiratete Heinrich Witte (1676–1727) 1713, danach Christoph Boltz († 1757) 1742

Danach hriratete er Juliana Guenther, mit dieser hatte er sechs Kinder, darunter:
- Julius Aegidius Negelein (1706/09–1772) wurde Hofgerichtsvizepräsident und zeitgleich mit seinem Vater in den preußischen Adelsstand erhoben.[3]